# Abdullah Barghouti
Abdullah Ghaleb Barghouti (arab. ‏د الله البرغوثي‎, ur. 1979) – palestyński członek Hamasu. Dowódca w oddziałach zbrojnych tej organizacji, Brygadach al-Kassam. Był również autorem wielu zamachów bombowych na terenie Zachodniego Brzegu. Obecnie przebywa w izraelskim więzieniu, odsiadując łącznie 67 wyroków dożywotniego pozbawienia wolności – po jednym za każdego zabitego i dodatkowo jednym za tych, którzy odnieśli rany.

## Życiorys
Abdullah urodził się i wychowywał w Kuwejcie. Jest członkiem Barghoutich, prominentnej palestyńskiej rodziny. Jego bliskim krewnym jest m.in. Marwan al-Barghusi, palestyński działacz nacjonalistyczny.
W 1999 zamieszkał na terenie Zachodniego Brzegu, gdzie dołączył do oddziałów paramilitarnych Hamasu. Był odpowiedzialny za planowanie i budowę broni używanej do licznych ataków na izraelskich obywateli. Był zaangażowany w wiele ataków terrorystycznych, głównie w Jerozolimie.
W 2001 został aresztowany przez Palestyńskie Siły Prewencyjne, po tym jak oskarżono go o zaplanowanie samobójczego ataku w kawiarni Wall Street na przedmieściach Haify. W wyniku tego ataku rannych zostało 15 ludzi. Rozkaz aresztowania został wydany przez Yasira Arafata. Został jednak wkrótce zwolniony.
W marcu 2003 aresztowano go ponownie. Został oskarżony łącznie o śmierć 66 ludzi. Ostatecznie w 2004 sąd skazał go na karę 67 konsekutywnych dożywotnich wyroków pozbawienia wolności. Był to najwyższy wyrok pozbawienia wolności w historii Izraela.
W 2011 wystąpił o umożliwienie mu spotkania się z rodziną. W 2015 roku został przeniesiony do celi izolacyjnej, jako kara za nielegalne (przemycony telefon komórkowy) udzielenie wywiadu dla radio, prowadzonego przez Hamas.

## Przestępstwa
W wyroku sądu znalazły się poniższe zarzuty:
- Atak terrorystyczny w restauracji Sbarro (Jerozolima) z dnia 9 sierpnia 2001 – 15 zabitych i 130 rannych; rolą Abdullaha Barghoutiego było przygotowanie materiałów wybuchowych użytych przez zamachowca-samobójcę;
- Atak terrorystyczny w Klubie Sheffield (Riszon le-Cijjon) 7 maja 2002 – 15 zabitych i 59 rannych;
- Ataki terrorystyczne na targowisku na ulicy Bena Yehudy (Jerozolima) 1 grudnia 2001 – 10 zabitych i 191 rannych; rolą Abdullaha Barghoutiego było przygotowanie trzech materiałów wybuchowych;
- Atak terrorystyczny w kawiarni Moment Cafe (Jerozolima) 9 marca 2002 – 11 zabitych i 65 rannych;
- Atak terrorystyczny na Uniwersytecie Żydowskim (Jerozolima) 31 lipca 2002 – 9 zabitych i 81 rannych;
- Atak terrorystyczny na autobus linii numer 4 (Tel Awiw-Jafa) 19 września 2002 – 6 zabitych i 84 rannych.